# LMSジュビリー級蒸気機関車
LMS ジュビリー級蒸気機関車（LMS ジュビリーきゅうじょうききかんしゃ）は、イギリスのロンドン・ミッドランド・アンド・スコティッシュ鉄道（LMS）が導入した蒸気機関車の1形式である。ウィリアム・スタニアが設計した車輪配置 4-6-0（2C）の本線用の旅客機関車で、1934年から1936年までに191両が、LMS 5形蒸気機関車と同時に製造された。

## 概要
ヘンリー・ファウラー設計のLMSパトリオット級蒸気機関車の最後の5台(5552 - 5557)はウィリアム・スタニアによるテーパーボイラーを導入して製造され、ジュビリー級の最初の機関車となった。113両は設計図からそのまま発注された。当初、これらの機関車は失望を招いた。過熱温度が原因でしばしば蒸気不足を引き起こしたのである。排気管や煙突面を修正することで、問題は改善された
本形式の最初の1両である5552号機は、1935年4月29日に5642号機と番号を交換した。5642号機は、同年5月6日のジョージ5世の銀冠式（在位25周年、英語：Silver Jubilee）にちなんで4月19日に「シルバー・ジュビリー」と命名されていた（LMS ジュビリー級蒸気機関車5542号機 シルバー・ジュビリーも参照）。初期（1934年夏以降）には、本形式はクリムゾンの塗装から「レッド・スタニア」と呼ばれ、「ブラック・スタニア」と呼ばれた5形と区別されていた。
本形式はミッドランド鉄道由来のミッドランド地区で多く運用された。これは、1950年代後半まで7P機関車がリーズの南で稼動することが滅多になかったためである。それ以前において、ジュビリー級はセント・パンクラス駅から伸びる路線やダービーから放射状に広がる路線で見られる最大の旅客用機関車だった。旧LMSの路線網を通して本線でも見ることができた。
出力区分は、前のパトリオット級と共通して5XPだった。1951年1月、分類は6Pに改訂された。これは1955年11月に再び6P5Fに改訂されたが、後者の変更は機関車のキャブサイドには適用されず、6Pが表示され続けた。2両のLMS 改ジュビリー級蒸気機関車（5735・5736）は、1943年7月に6Pに再分類されたのち、1951年7Pに修正されている.。